# 乔卡杜
喬卡杜（英語：Jokadu）是甘比亞北岸區轄下的6個縣之一。根據甘比亞官方於2013年所作的人口普查結果顯示，喬卡杜的總人口數量為22132人。